# Cantou
Pour les articles homonymes, voir Cantou (homonymie).
Le cantou est une cheminée plus ou moins monumentale utilisée dans le sud-ouest de la France. Du Moyen Âge au XXe siècle, cette cheminée constitue l’élément central de la maison paysanne et le centre de la vie de la famille.
En occitan, les termes cantóu ou contóu désignent un coin, un recoin, un morceau, un lopin et par extension, « le coin du feu » (contóu del fioc) mais aussi le « cœur de la famille » et le « chez-soi ».

## Description et fonctions du cantou
Dans la maison paysanne, le cantou est l’unique élément de chauffage et le principal élément d’éclairage. Il sert aussi à la préparation des repas, au fumage des aliments et même à la lessive. Ce coin du feu peut parfois avoir la taille d’une véritable petite pièce.

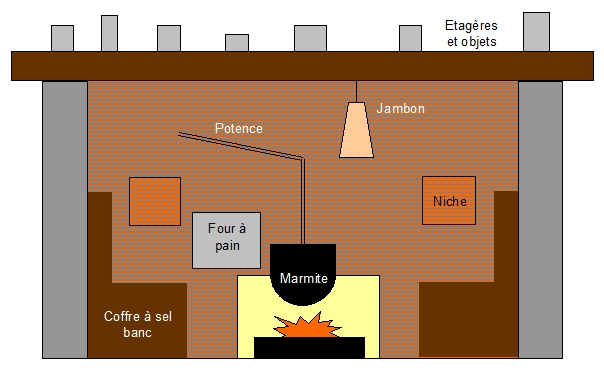
Schéma d'un cantou.

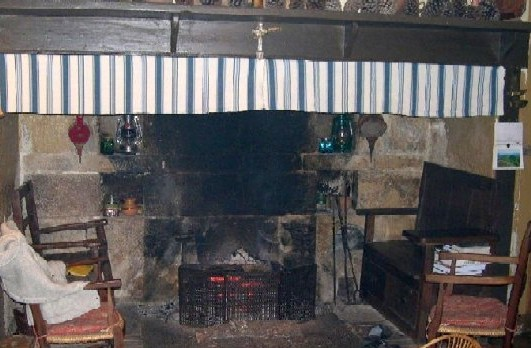
Cantou à Aumont, village d'Argentat, Bas-Limousin. On remarque l’archabanc (coffre à sel) et un fauteuil, les niches dans la maçonnerie, les lampes à huile, un crucifix. On devine l’étagère supérieure.

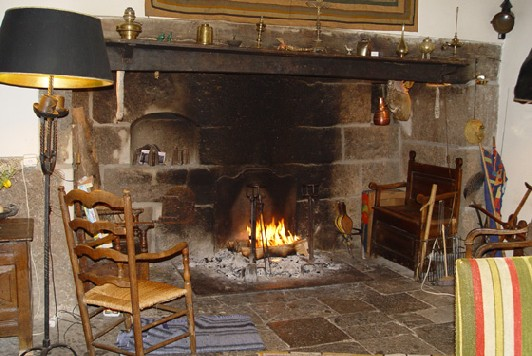
Le cantou de l’ancienne ferme du château de Lescure, Cantal. On remarque l’archabanc (coffre à sel) et un fauteuil. Une niche dans la maçonnerie pouvait accueillir une lampe ou un bougeoir pour la lecture. Des lampes à huile sont visibles sur l’étagère supérieure. Ce cantou intègre aussi un four à pain et un cendrier (les cendres étaient utilisées comme détergent). Le dallage est en pierre de lave.

### Préparation des repas
Parfois, une potence pivotante soutient une chaine munie d’un crochet auquel est suspendu un chaudron, une marmite. Jambons, saucisses et saucissons sèchent, suspendus très haut dans un coin du manteau. Divers ustensiles de cuisine sont présents : louche, hachoir, poêle, poêle percée pour la cuisson des châtaignes, etc.
Le cantou est parfois muni d'un four fermé par une porte métallique. Cette porte doit être ouverte pendant la chauffe par un feu de bois intense. Quand la température est atteinte (on l'évalue en jetant une poignée de farine dans le four), on vide la braise, on enfourne le pain, les fouaces, les flaunes, etc., et on ferme la porte.

### Éclairage
Une plaque de fer ouvragée dans les demeures bourgeoises ou une simple pierre plate (lauze) dans les maisons paysannes irradie la chaleur du foyer. Une niche dans la maçonnerie accueille souvent un bougeoir ou une lampe à huile ou à pétrole.

### Lessive et repassage
Les jours de lessive, la lessiveuse est posée sur un trépied placé directement dans l’âtre. La cendre tamisée, utilisée comme détergent, est placée dans un sac de toile qu’on fait infuser dans l’eau bouillante de la lessiveuse. L’eau obtenue est utilisée pour laver le linge. Les fers à repasser sont aussi conservés à proximité et chauffés dans le foyer.

### Rangement
Au-dessus du cantou, une étagère supporte divers objets, profanes ou sacrés. Des objets religieux sont ainsi placés au centre de la vie familiale : fiole d'eau bénite, statuette de la Vierge, crucifix, etc. D’autres objets profitent simplement de la source de chaleur (savons ou fromages qui sèchent). D'autres sont placés là pour être gardés au sec : fusils, tisane. D’autres encore servent à la préparation des repas (épices, sucre ou farine).

### Entretien du feu
Un tisonnier, un soufflet ou un bouffadou servent à entretenir le feu. Un balai en genêts permet de nettoyer les cendres. Une réserve de buches est disponible. Une niche dans la maçonnerie sert à conserver une réserve de cendres. Les cendres sont utilisées comme détergent, pour nettoyer les cuivres ou pour fertiliser le jardin.

### L'archabanc
Archabanc, archebanc, archibanc, etc., sont des francisations orthographiques absentes des dictionnaires français de termes rouergat et auvergnat comme archibánc, orchibánc, archibónc, boncál, bónco, bonquéto. Ces termes désignent tous un coffre-banc à une ou deux places. On conserve le sel dans cet endroit bien sec et il sert de siège pour l'aïeul. Il arrive qu'une partie du dossier se rabatte pour former une tablette sur laquelle il peut prendre un repas. Le terme cantóu, par extension, ou « chaise de cantou », peut parfois désigner ce « banc d'honneur ».

## Fonction sociale du cantou
Le cantou est le centre de la vie familiale.

### Les grands-parents

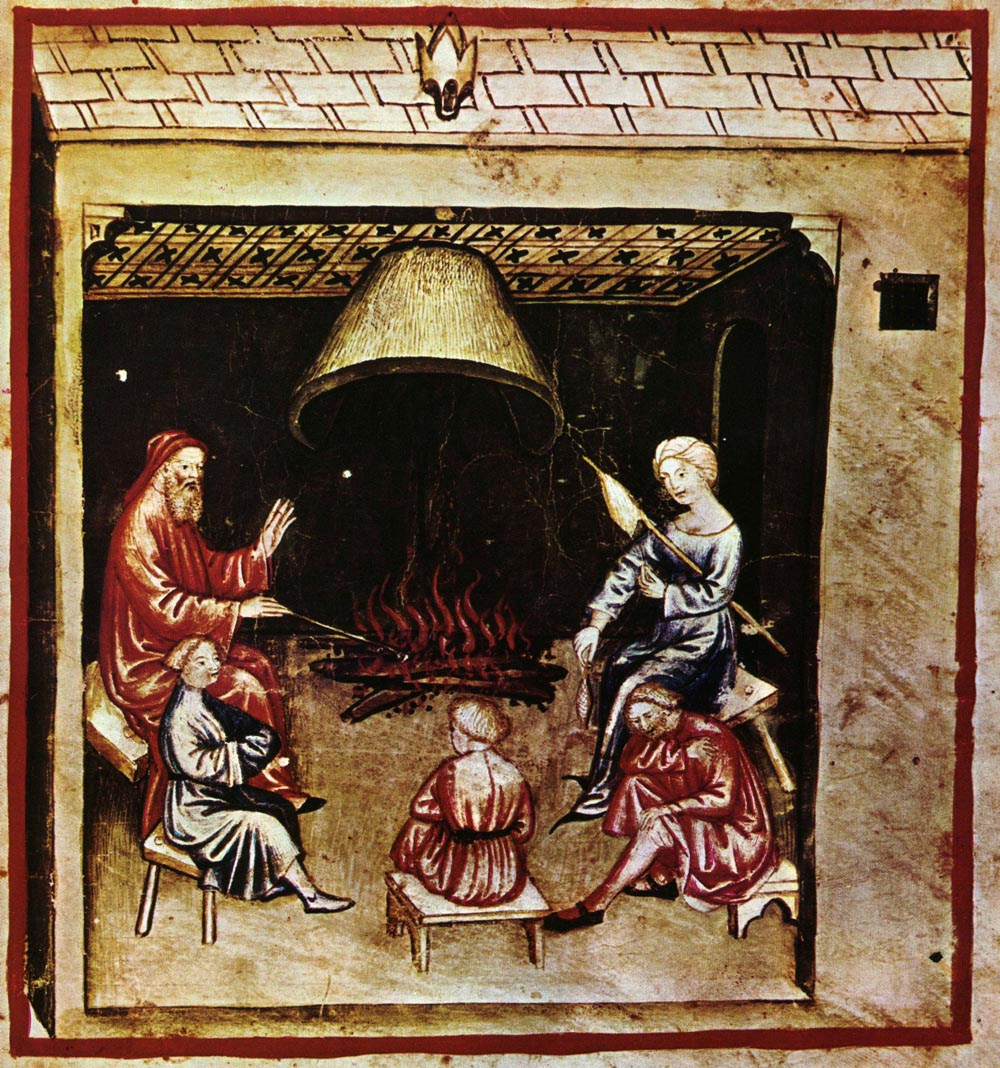
Taccuino sanitatis, une veillée au XIVe siècle.

Culturellement, les ascendants sont assis au cantou de part et d’autre du feu, voire à l'intérieur s'il est aménagé et vaste. L'homme est assis sur le coffre à sel nommé « archabanc ». Cette place d’honneur est réservée au chef de famille. Sa femme lui fait face dans un fauteuil. Ainsi installés, au chaud, à l’abri des courants d’air, à proximité d’un pot de café et d’un bol de soupe tenu au chaud, les pieds sur une chaufferette garnie de braises, le couple se livre à de nombreuses activités utiles à la famille.
La femme file la laine, brode et tricote. Elle berce les nourrissons, surveille et distrait les jeunes enfants en leur racontant des histoires. Elle est aussi chargée des repas. L'homme, tout en entretenant le feu, fait quelques travaux manuels tels que la vannerie et fabrique de petits objets.

### Les veillées
Le soir, la famille se rassemble pour la veillée. Le travail, nécessaire, n'est pas oublié (énoisillage par exemple). Les grands-parents ont leur place au cantou. Les plus jeunes enfants sont près d’eux. Les autres personnes se placent en arc de cercle au cantou. On discute en famille du quotidien, des vendanges, de la foire, des conflits sur la commune. On s'alimente avec du pain, du fromage, de la charcuterie, des salaisons, des châtaignes grillées, etc.
Les veillées plus importantes réunissent, en plus de la famille, les voisins et les amis. Ces veillées sont le principal moment de distraction de la vie paysanne. Les anciens parlent de leur service militaire et des pays lointains qu’ils ont découverts à cette occasion. Si des enfants sont présents, on conte des histoires où se côtoient riches princesses et pauvres paysans. On boit du vin rouge, des vins ménagers, de l’eau-de-vie. Il arrive qu’on chante et qu’on danse. Les jeunes apprennent à se connaitre et des rapprochements s'ébauchent.

### Le cantou au musée
- Musée du Lot de Cuzals à Sauliac-sur-Célé. Ferme quercynoise du début du XXe siècle avec cantou[3].
- Musée patrimoine et traditions au Palais épiscopal de Mirepoix. Un cantou traditionnel reconstitué et expliqué[4].
- Musée d'arts et traditions populaires à Collonges-la-Rouge. Un cantou traditionnel dans son environnement.
- Musée Joseph-Vaylet des arts et traditions à Espalion. Intérieur traditionnel rouergat du XIXe siècle avec cantou et ensemble mobilier[5].
- Scénomusée la Toinette et Julien à Murat-le-Quaire. Intérieur d'une ferme bloc auvergnate avec cantou[6].
- Musée d’Art et d’Archéologie d’Aurillac - « Musées d’Aurillac » - reconstitution d’une pièce de vie d’une maison du bassin d’Aurillac.

### Le cantou aujourd'hui
- Ferme auvergnate du château de Lescure, Saint-Martin-sous-Vigouroux (Cantal).
- Cantou à Aumont, village d'Argentat (Bas-Limousin).